# Kanda (Tòquio)
Kanda (japonès: 神田) és un barri del districte de Chiyoda, Tòquio. Anteriorment i fins al 1947 també va ser un districte de la ciutat de Tòquio. Juntament amb Nihonbashi i Kyobashi, forma el nucli de Shitamachi, el centre original d'Edo-Tòquio abans del desenvolupament de nous centres secundaris com ara Shinjuku i Shibuya.